# U-Bahnhof Garching
Der U-Bahnhof Garching ist ein U-Bahnhof in der Stadt Garching bei München. Er liegt an der Stammstrecke 1 der U-Bahn München und wird von der Linie U6 bedient. Die Münchner Verkehrsgesellschaft, die die U-Bahn in München betreibt, verwendet für den Bahnhof das interne Kürzel GR.

## Geschichte
Als Teil der Strecke zwischen Garching-Hochbrück und Garching-Forschungszentrum wurde der Bahnhof am 14. Oktober 2006 eröffnet. Auftraggeber für den Bau dieser Strecke war die Stadt Garching. Zuvor war Garching als einziger Nachbarort Münchens nicht an den Schienenverkehr angeschlossen.

## Lage und Umgebung
Der Bahnhof liegt zentral in Garching unter dem Maibaumplatz und dem Bürgerplatz. An dem Haltepunkt wird die Bundesstraße 11, die Garching von Norden nach Süden durchzieht und im Bereich des Bahnhofs Münchener Straße heißt, in West-Ost-Richtung unterquert.
Der nächste Bahnhof stadteinwärts ist der 1827 Meter entfernte Bahnhof Garching-Hochbrück. Kurz vor Erreichen dieses Bahnhofes kommt die Strecke an die Oberfläche. In die Gegenrichtung erreicht man nach 2560 Metern den Bahnhof Garching-Forschungszentrum, an dem die U6 endet. Die Strecke dorthin verläuft abschnittsweise oberirdisch. Der Bahnhof Marienplatz in der Münchner Stadtmitte ist etwa 15 Kilometer entfernt und in 23 Minuten Fahrzeit zu erreichen.

## Bahnhofsanlage

### Aufbau
Der etwa 17 Meter tief gelegene Bahnhof besteht aus zwei Röhrenbahnsteigen, die an den Enden durch zwei Querschläge miteinander verbunden sind. Von den Bahnsteigenden führen je eine Fahr- und Festtreppe an die Oberfläche. Der westliche Aufgang, an dem sich außerdem ein Aufzug befindet, führt über ein Zwischengeschoss, in dem ein Bäcker untergebracht ist, an die Oberfläche zum Bürgerplatz, wobei die Treppen unter einem Gebäude enden. Am Ostende erreicht man den Maibaumplatz.

### Gestaltung
Die Wände sind mit Wandpaneelen bedeckt, die schuppenartig übereinander liegen und in den Stadtfarben Garchings gehalten sind. So dominieren im westlichen Teil des Bahnhofs die Farben rot und weiß, im östlichen Teil überwiegen die Farben grün und weiß. An den Wänden hinter den Gleisen sind auch Kunstwerke und Spiegel angebracht. Das A des Schriftzuges Garching war ursprünglich in Anlehnung an das Atomei gestaltet, entsprechend dem damaligen Auftreten im Schriftzug Garchings. Zum 10-jährigen Jubiläum der U-Bahn-Station wurde der Schriftzug im Oktober 2016 durch das aktuelle Logo Garchings ersetzt. Die Leuchtstoffröhren, die den mit Granitplatten ausgelegten Bahnsteig beleuchten, befinden sich zwischen den Schuppen. Am Aufgang zum Bürgerplatz und in den Querschlägen sind Vitrinen, die mit wechselnden Exponaten bestückt sind.

## Verkehr
Die U6 bedient den Haltepunkt meist alle 10 Minuten, zur Hauptverkehrszeit alle 5 Minuten.
Es bestehen Umsteigemöglichkeiten zur Buslinie 230 nach Ismaning und zum Forschungszentrum, zur Linie 293 nach Hochbrück und zur Auensiedlung in München sowie zur Linie 290, die innerhalb von Garching verläuft und auf ihrem Linienweg dreimal über dem Bahnhof hält. Zudem hält der Express-Bus X205 auf dem Weg von Garching-Forschungszentrum zum Arabellapark in München am U-Bahnhof Garching.
| Linie | Linienverlauf |
| ----- | --- |
| U6    | Garching-Forschungszentrum – (2560 m) – Garching – (1827 m) – Garching-Hochbrück – (4208 m) – Fröttmaning – (830 m) – Kieferngarten – (1431 m) – Freimann – (1087 m) – Studentenstadt – (660 m) – Alte Heide – (740 m) – Nordfriedhof – (813 m) – Dietlindenstraße – (712 m) – Münchner Freiheit – (579 m) – Giselastraße – (744 m) – Universität – (788 m) – Odeonsplatz – (640 m) – Marienplatz – (884 m) – Sendlinger Tor – (843 m) – Goetheplatz – (677 m) – Poccistraße – (624 m) – Implerstraße – (1236 m) – Harras – (837 m) – Partnachplatz – (760 m) – Westpark – (1084 m) – Holzapfelkreuth – (1050 m) – Haderner Stern – (1097 m) – Großhadern – (731 m) – Klinikum Großhadern |